# Hexatoma kamiyai
Hexatoma kamiyai là một loài ruồi trong họ Limoniidae. Chúng phân bố ở miền Cổ bắc.